# Baccharis chilco

El  chilco o tacyamacho, Baccharis chilco  Kunth, es un  arbusto común de Sudamérica templada,  endémica del sur de Brasil, Paraguay, Uruguay y NEA argentino.

## Taxonomía
Baccharis chilco fue descrita por Carl Sigismund Kunth y publicado en Nova Genera et Species Plantarum (folio ed.) 4: 44. 1820[1818].
Etimología
Baccharis: nombre genérico que proviene del griego Bakkaris dado en honor de Baco, dios del vino, para una planta con una raíz fragante y reciclado por Linnaeus.
chilco: epíteto
Sinonimia
- Baccharis foliosa Hook. & Arn.
- Baccharis obovata (Ruiz & Pav.) DC.
- Baccharis patiensis Hieron.
- Baccharis tridentata f. integrifolia Cuatrec.
- Baccharis umbelliformis (ex de Candolle) DC.
- Molina obovata Ruiz & Pav.[4]